# Drymonema
Drymonema é um género de medusas da família Drymonematidae (Bayha & Dawson, 2010).

## Espécies
- Drymonema dalmatinum Haeckel, 1880
- Drymonema gorgo F. Müller, 1883
- Drymonema larsoni Bayha & Dawson, 2010